# 岩坂名奈
岩坂 名奈（いわさか なな、1990年7月3日 - ）は、日本の元女子バレーボール選手。

## 来歴
福岡県福岡市南区出身。両親の影響で小学1年よりバレーボールを始める。
2008年、東九州龍谷高等学校在学中に、ミドルブロッカーとして同級生の松浦寛子らとともに春高バレーおよびインターハイ優勝、国体準優勝などに貢献した。
またユース代表やジュニア代表として、2007年第6回アジアユースバレーボール女子(U-18)選手権大会優勝、世界ユース女子(U-18)バレーボール選手権大会、2008年アジアジュニア女子選手権大会優勝などを経験した。
2009年1月、Vプレミアリーグの久光製薬スプリングス（現・久光スプリングス）の内定選手となり、同年4月に正式入団。同月女子日本代表メンバーに登録された。高卒一年目のプレミアリーグ2009-10シーズンは、主にリリーフサーバーでの出場にとどまった。
2010年、全日本B代表として第2回アジアカップに出場した。プレミアリーグでは2010-11シーズンも序盤は控えだったが、シーズン中盤にベテラン先野久美子からスタメンを奪うと、そのままレギュラーとして活躍した。
2011年6月、モントルーバレーマスターズで日本の初優勝に大きく貢献し、自らもベストサーバー賞を獲得した。同年11月に行われたワールドカップバレーでは、新鍋理沙と共に「最年少コンビ」として注目を集める。初戦こそベンチスタートだったものの、第2戦のアルゼンチン戦以降は全試合にスタメン出場。怪我でベテラン選手の欠場が多かったチームにおいて、ベストサーバー部門2位、ベストブロッカー部門5位にランクインする活躍を見せ、日本代表の主力選手に急成長した。
2017年の日本代表では、監督の中田久美よりキャプテンに指名された。岩坂は「これまでキャプテンというのはやってことがないので驚いた」と語り、責任の重さと決意を露わにした。2017年8月に開催されたアジア選手権ではチームを10年ぶり優勝に導き、自らもベストミドルブロッカーに耀いた。しかし、日本代表キャプテンの重圧は重く、キャプテンらしいことができずに心が折れそうだった心境を明かした。2020年、代表キャプテンから外れた。
2020-21シーズンになると、コンディションが上がらず、若手の台頭もあり久光でもスタメンから外れるようになる。そして、チームに貢献できないことが多くなったことを理由に、2021年6月30日付で現役引退。引退後もバレーボールに携わっていきたいとコメントを残している。
2022年4月に鳥栖市の駅前に久光の情報発信の拠点となる「サテライトオフィス」が設立され、そのスタッフに就任した。広報などを担当する。
同年12月12日、自身のインスタグラムで結婚したことを発表した。
2023年9月29日、第1子出産を報告した。

## 人物
- 記者会見の受け答えを苦手にしている。そのため、引退セレモニーの日の記者会見では、最後くらいは記者の質問に上手く答えたいと思い手元にメモを準備して臨んだが、記者に気づかれ赤面した[7]。

## 球歴
- 日本代表 - 2009年、2011[14]-2020年
- 日本代表としての主な国際大会出場歴
  - ワールドカップ - 2011年
  - 世界選手権 - 2018年

## 所属チーム
- 市立西高宮小
- 市立高宮中
- 東九州龍谷高等学校（2006-2009年）
- 久光スプリングス（2009-2021年）

## 受賞歴
- 2011年 - モントルーバレーマスターズ2011 ベストサーバー賞
- 2014年 - 2013/14 Vプレミアリーグ ベスト6[15]
- 2016年 - 2015/2016 Vプレミアリーグ ベスト6[16]
- 2017年 - アジア選手権 ベストミドルブロッカー

## 個人成績
Vプレミアリーグレギュラーラウンドにおける個人成績は下記の通り。
| シーズン | 所属     | 出場 | 出場   | アタック | アタック | アタック | アタック | ブロック | ブロック | サーブ | サーブ | サーブ | サーブ | レセプション | レセプション | 総得点 | 備考 |
| -------- | -------- | ---- | ------ | -------- | -------- | -------- | -------- | -------- | -------- | ------ | ------ | ------ | ------ | ------------ | ------------ | ------ | ---- |
| シーズン | 所属     | 試合 | セット | 打数     | 得点     | 決定率   | 効果率   | 決定     | /set     | 打数   | エース | 得点率 | 効果率 | 受数         | 成功率       | 総得点 | 備考 |
| 2009/10  | 久光製薬 | 24   | 24     | 42       | 13       | 31.0%    | %        | 7        | 0.18     | 79     | 7      | 8.86%  | 18.4%  | 7            | 14.3%        | 27     |      |
| 2010/11  | 久光製薬 | 26   | 72     | 233      | 84       | 36.1%    | %        | 44       | 0.61     | 232    | 9      | 3.88%  | 10.5%  | 51           | 68.6%        | 137    |      |
| 2011/12  | 久光製薬 | 11   | 38     | 103      | 38       | 36.9%    | %        | 25       | 0.66     | 143    | 14     | 9.79%  | 18.6%  | 10           | 80.0%        | 77     |      |
| 2012/13  | 久光製薬 | 22   | 82     | 270      | 118      | 43.7%    | %        | 59       | 0.72     | 293    | 5      | 1.71%  | 9.9%   | 34           | 76.5%        | 182    |      |
| 2013/14  | 久光製薬 | 28   | 98     | 306      | 129      | 42.2%    | %        | 85       | 0.87     | 348    | 17     | 4.89%  | 15.5%  | 23           | 82.6%        | 231    |      |
| 2014/15  | 久光製薬 | 21   | 83     | 317      | 157      | 49.5%    | %        | 47       | 0.57     | 293    | 5      | 1.71%  | 9.9%   | 55           | 69.1%        | 209    |      |
| 2015/16  | 久光製薬 | 21   | 84     | 255      | 123      | 48.2%    | %        | 51       | 0.61     | 305    | 11     | 3.61%  | 13.4%  | 19           | 68.4%        | 185    |      |
| 2016/17  | 久光製薬 | 11   | 33     | 134      | 63       | 47.0%    | %        | 32       | 0.97     | 99     | 2      | %      | 7.3%   | 5            | 60.0%        | 97     |      |
| 2017/18  | 久光製薬 | 21   | 59     | 193      | 96       | 49.7%    | %        | 33       | 0.56     | 180    | 0      | %      | 7.6%   | 1            | 100.0%       | 133    |      |
| 2018/19  | 久光製薬 |      |        |          |          | %        | %        |          |          |        |        | %      | %      |              | %            |        |      |